# 月田駅
月田駅（つきだえき）は、岡山県真庭市月田にある、西日本旅客鉄道（JR西日本）姫新線の駅である。快速列車を含めた全列車が停車する。

## 歴史
- 1930年（昭和5年）12月11日：鉄道省作備線（現・姫新線）中国勝山 - 岩山間延伸時に開設[1]。
  - 当時の所在地表示は岡山県真庭郡勝山町月田であった[1]。
- 1936年（昭和11年）10月10日：作備線が姫新線の一部となり、当駅もその所属となる。
- 1973年（昭和48年）3月12日：貨物・荷物扱い廃止[1]。
- 1986年（昭和61年）11月1日：簡易委託駅化[2]。
- 1987年（昭和62年）4月1日：国鉄分割民営化に伴い、JR西日本の駅となる[1]。
- 2011年（平成23年）6月1日：簡易委託解除、完全無人駅化。

## 駅構造

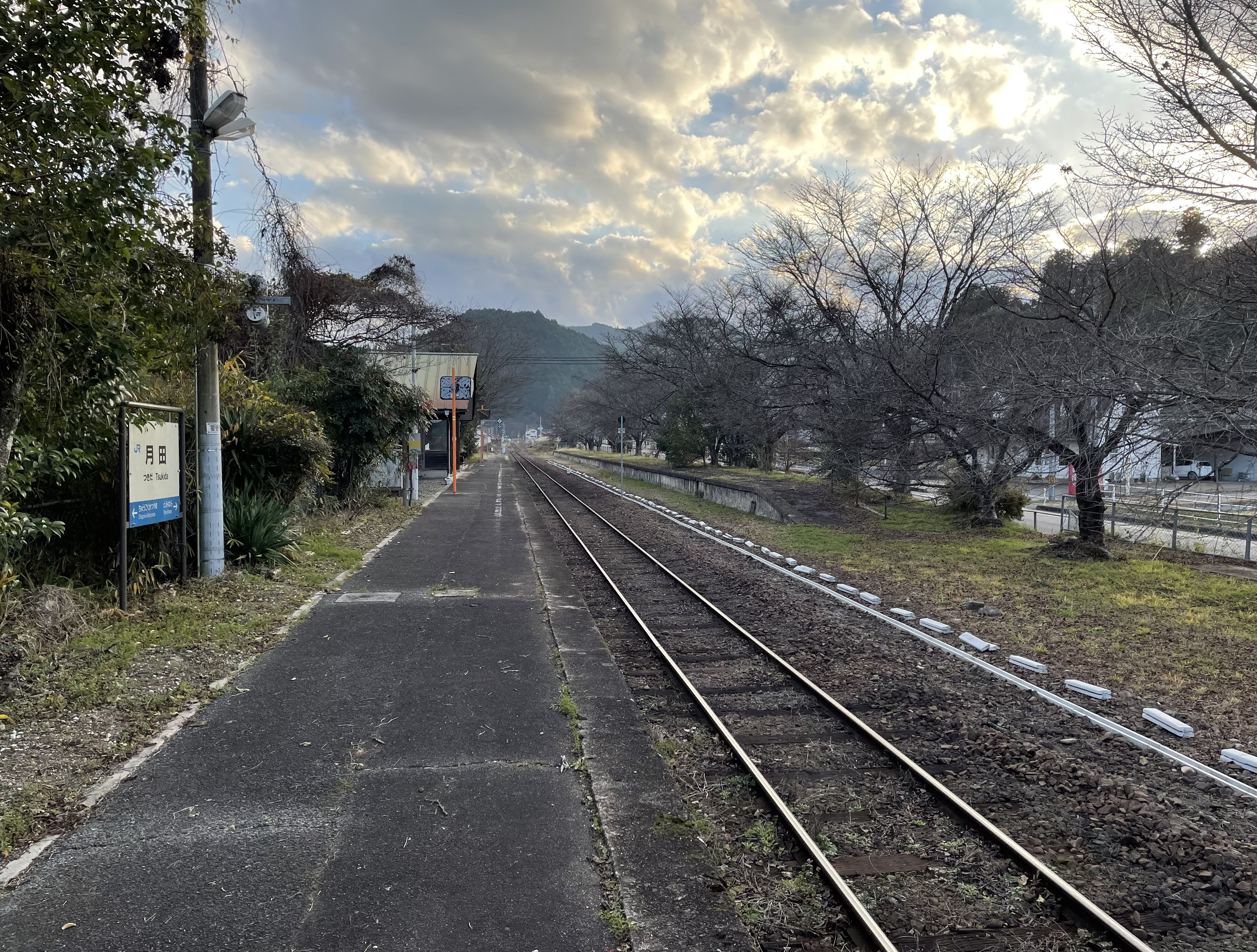
構内（2023年12月）

新見方面に向かって左側に単式ホーム1面1線を有する地上駅（停留所）。以前は大阪発急行「みまさか」の終点で相対式ホーム2面2線を有していたが、片側の線路が撤去された。現在は棒線駅で、新見方面行・津山方面行双方が同一ホームに停車する。
新見駅管理の無人駅。ログハウス風の駅舎を備える。かつては窓口で乗車券を発券する簡易委託駅であったが、2011年5月31日限りで委託は解除された。

## 利用状況
近年の1日平均乗車人員の推移は以下の通り。
| 乗車人員推移 | 乗車人員推移 |
| 年度         | 1日平均人数  |
| ------------ | ------------ |
| 1999         | 114          |
| 2000         | 109          |
| 2001         | 98           |
| 2002         | 95           |
| 2003         | 149          |
| 2004         | 106          |
| 2005         | 106          |
| 2006         | 101          |
| 2007         | 97           |
| 2008         | 94           |
| 2009         | 95           |
| 2010         | 91           |
| 2011         | 88           |
| 2012         | 85           |
| 2013         | 85           |
| 2014         | 78           |
| 2015         | 70           |
| 2016         | 63           |
| 2017         | 64           |
| 2018         | 61           |
| 2019         | 54           |
| 2020         | 51           |
| 2021         | 42           |

## 駅周辺

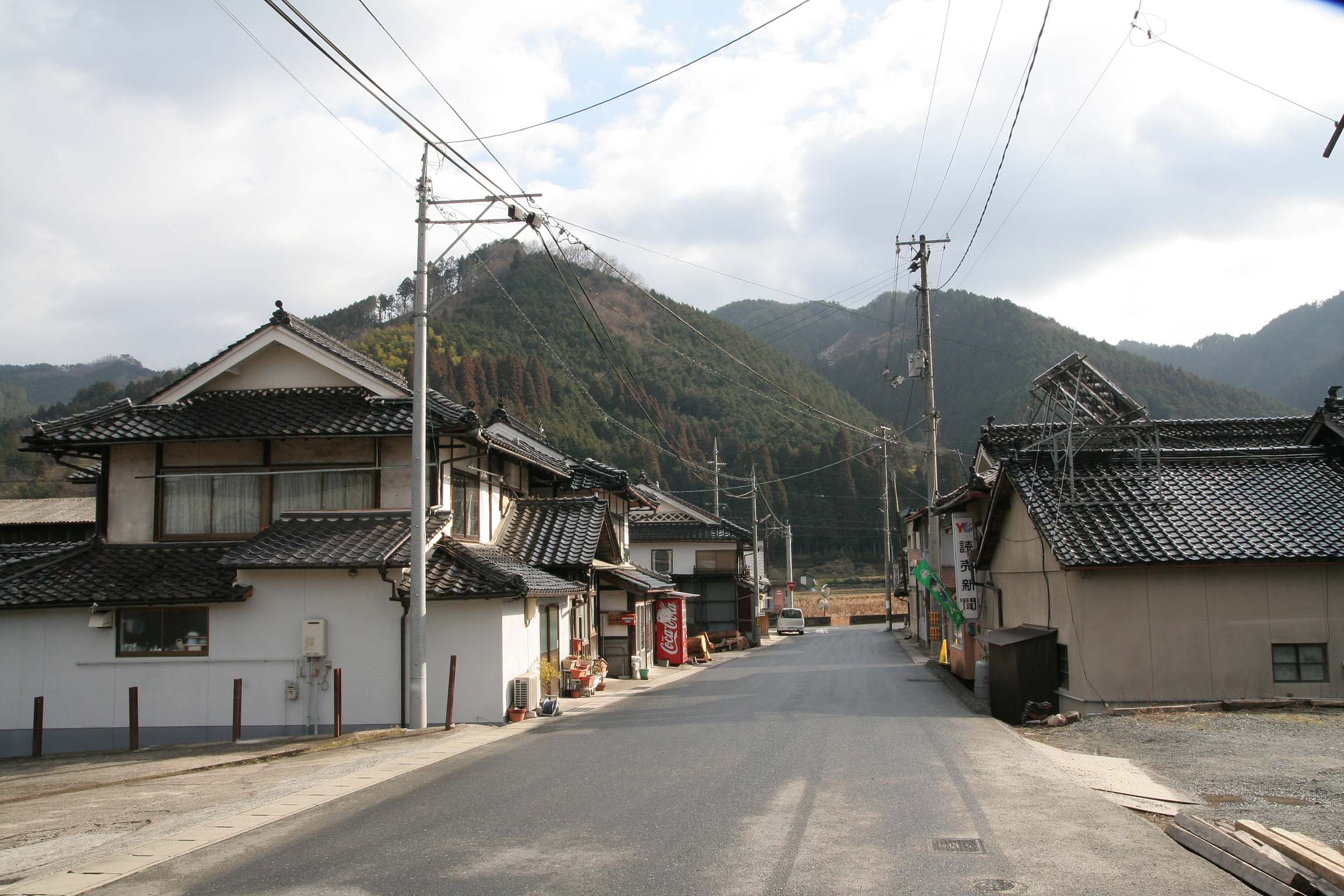
駅周辺（2008年1月）

- 月田郵便局
- 春日神社
- 月田川
- 岡山県道32号新見勝山線
- 岡山県道390号古見月田停車場線

## 隣の駅
西日本旅客鉄道（JR西日本）
 姫新線
■快速
中国勝山駅 - 月田駅 - 刑部駅
■普通
中国勝山駅 - 月田駅 - 富原駅